# Trichoplusia indicator
Trichoplusia indicator là một loài bướm đêm trong họ Noctuidae.